# Campionati europei juniores di skeleton 2022
I Campionati europei juniores di skeleton 2022 sono stati quarta edizione della rassegna europea juniores dello skeleton, manifestazione organizzata dalla Federazione Internazionale di Bob e Skeleton. Si sono disputati il 9 gennaio 2022 ad Altenberg, in Germania, sulla pista SachsenEnergie-Eiskanal.
Come dall'edizione del 2019, il campionato si disputò in un unico appuntamento nel formato gara nella gara in concomitanza con l'ultima tappa della Coppa Europa 2021/2022 e le relative graduatorie vennero estratte dalla suddetta gara prendendo in considerazione soltanto atleti europei. Anche in questa edizione la competizione ha inoltre assegnato separatamente due titoli continentali juniores: quello classico e quello under 20, riservati ad atlete e atleti che non avevano superato rispettivamente i 23 e i 20 anni di età al 31 marzo 2022.
Vincitori dei titoli principali under 23 sono stati la francese Agathe Bessard nel singolo femminile, al suo primo titolo, e il connazionale Evgenij Rukosuev in quello maschile, già campione nell'edizione precedente e in quella del 2019.

## Risultati

### Singolo donne
La gara è stata disputata il 9 gennaio 2022 nell'arco di due manches e hanno preso parte alla competizione 13 atlete in rappresentanza di 7 differenti nazioni.
| Pos. | Atlete              | Nazione  | 1ª manche | 2ª manche | Totale  | Distacco |
| ---- | ------------------- | -------- | --------- | --------- | ------- | -------- |
|      | Agathe Bessard      | Francia  | 58"95     | 58"75     | 1'57"70 | –        |
|      | Polina Tjurina      | Russia   | 58"99     | 58"98     | 1'57"97 | +0"27    |
|      | Alessia Crippa      | Italia   | 59"92     | 59"65     | 1'59"57 | +1"87    |
| 4    | Viktoria Hansova    | Germania | 59"81     | 59"95     | 1'59"76 | +2"06    |
| 5    | Anastasija Cyganova | Russia   | 59"58     | 1'00"74   | 2'00"20 | +2"50    |
| 6    | Hanna Staub         | Germania | 1'00"19   | 1'00"10   | 2'00"29 | +2"59    |
| 7    | Julia Erlacher      | Austria  | 1'00"60   | 59"90     | 2'00"50 | +2"80    |
| 8    | Ul'jana Usynina     | Russia   | 1'00"08   | 1'00"47   | 2'00"55 | +2"85    |
| 9    | Dārta Zunte         | Lettonia | 1'00"56   | 1'00"02   | 2'00"58 | +2"88    |
| 10   | Selina Frohberger   | Germania | 1'00"07   | 1'00"66   | 2'00"73 | +3"03    |

Nota: in grassetto il miglior tempo di manche.

### Singolo  uomini
La gara è stata disputata il 9 gennaio 2022 nell'arco di due manches e hanno preso parte alla competizione 13 atleti in rappresentanza di 6 differenti nazioni.
| Pos. | Atleti            | Nazione   | 1ª manche | 2ª manche | Totale  | Distacco |
| ---- | ----------------- | --------- | --------- | --------- | ------- | -------- |
|      | Evgenij Rukosuev  | Russia    | 56"34     | 56"88     | 1'53"22 | –        |
|      | Cedric Renner     | Germania  | 56"66     | 56"86     | 1'53"52 | +0"30    |
|      | Elvis Veinbergs   | Lettonia  | 57"01     | 56"92     | 1'53"93 | +0"71    |
| 4    | Ludwig Mannhardt  | Germania  | 56"83     | 57"22     | 1'54"05 | +0"83    |
| 5    | Dmitrij Grevcev   | Russia    | 57"17     | 57"22     | 1'54"39 | +1"17    |
| 6    | Bogdan Popov      | Russia    | 57"58     | 57"57     | 1'55"15 | +1"93    |
| 7    | Danil Čerkasov    | Russia    | 57"89     | 57"84     | 1'55"73 | +2"51    |
| 8    | Krists Netlaus    | Lettonia  | 57"79     | 57"99     | 1'55"78 | +2"56    |
| 9    | Timon Drahoňovský | Rep. Ceca | 58"49     | 58"63     | 1'57"12 | +3"90    |
| 10   | Roman Tanzer      | Austria   | 59"18     | 59"25     | 1'58"43 | +5"21    |

Nota: in grassetto il miglior tempo di manche.

## Risultati under 20

### Singolo donne U20
La gara si svolse il 9 gennaio 2022 all'interno della competizione principale e alla categoria under 20 erano iscritte 7 atlete in rappresentanza di 4 differenti nazioni.
| Pos. | Atlete              | Nazione  | 1ª manche | 2ª manche | Totale  | Distacco |
| ---- | ------------------- | -------- | --------- | --------- | ------- | -------- |
|      | Polina Tjurina      | Russia   | 58"99     | 58"98     | 1'57"97 | –        |
|      | Viktoria Hansova    | Germania | 59"81     | 59"95     | 1'59"76 | +1"79    |
|      | Anastasija Cyganova | Russia   | 59"58     | 1'00"74   | 2'00"20 | +2"23    |

Nota: in grassetto il miglior tempo di manche.

### Singolo uomini U20
La gara si svolse il 9 gennaio 2022 all'interno della competizione principale e alla categoria under 20 erano iscritti 9 atleti in rappresentanza di 6 differenti nazioni.
| Pos. | Atleti          | Nazione  | 1ª manche | 2ª manche | Totale  | Distacco |
| ---- | --------------- | -------- | --------- | --------- | ------- | -------- |
|      | Elvis Veinbergs | Lettonia | 57"01     | 56"92     | 1'53"93 | –        |
|      | Dmitrij Grevcev | Russia   | 57"17     | 57"22     | 1'54"39 | +0"46    |
|      | Bogdan Popov    | Russia   | 57"58     | 57"57     | 1'55"15 | +1"22    |

Nota: in grassetto il miglior tempo di manche.

## Medagliere totale
Il numero di medaglie indicate è la somma di tutte quelle ottenute in entrambe le categorie (under 23 e under 20).
| Pos.   | Nazione  | Oro | Argento | Bronzo | Totale |
| ------ | -------- | --- | ------- | ------ | ------ |
| 1      | Russia   | 2   | 2       | 2      | 6      |
| 2      | Lettonia | 1   | 0       | 1      | 2      |
| 3      | Francia  | 1   | 0       | 0      | 1      |
| 4      | Germania | 0   | 2       | 0      | 2      |
| 5      | Italia   | 0   | 0       | 1      | 1      |
| Totale | Totale   | 4   | 4       | 4      | 12     |